# سیاه‌دانه

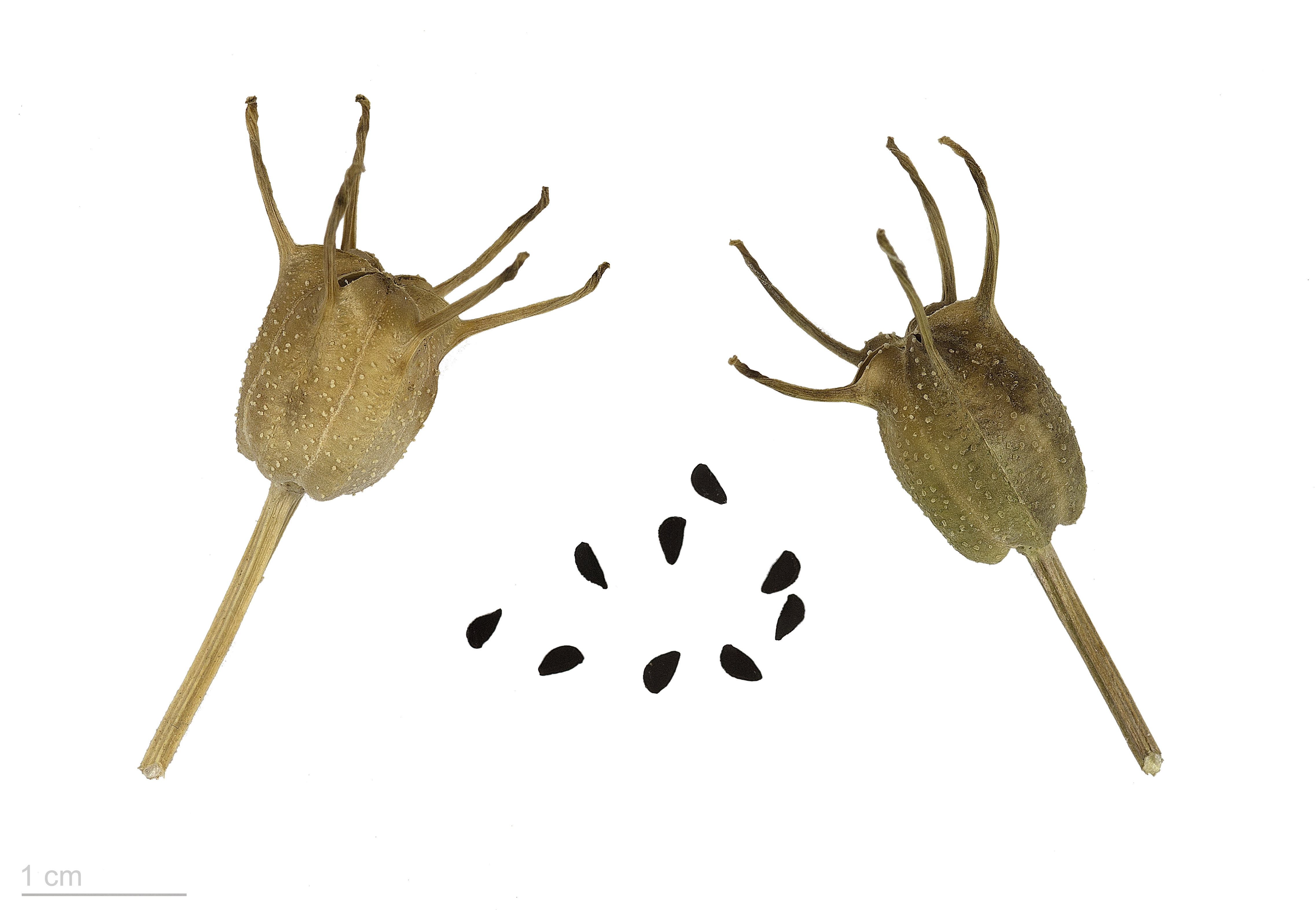
دانه‌های گیاه سیاه‌دانه

سیاه‌دانه، یا «سُنیز» (انگلیسی: Nigella Sativa) گیاهی یک‌ساله و گلدار و بومی اروپای شرقی و کشورهای بلغارستان، قبرس، رومانی و غرب آسیا و کشورهای ایران، ترکیه و عراق است اما امروزه در مناطق دیگری از اروپا و آسیا نیز می‌روید. این گیاه از خانوادهٔ آلاله‌ها و شمارهٔ گلبرگ‌های آن از پنج تا هشت است و دانه‌های سیاه‌رنگ آن در برگه‌های وسط گل قرار گرفته و بوی مخصوصی دارد. این گیاه حدود ۲۰ تا ۳۰ سانتی‌متر رشد می‌کند و دارای میوه‌ای سه‌قسمتی و بزرگ و کپسول‌مانند است که حاوی تعداد زیادی بذر است. این بذرهای سیاه، به‌عنوان ادویه یا یک افزودنی در صنایع غذایی از جمله در آشپزی و قنادی، مورد استفاده هستند.
در ایران این گیاه به‌ویژه در اراک و اصفهان به فراوانی می‌روید.
یک عقیده قدیمی در اسلام راجع به سیاه دانه وجود دارد و آن این است که سیاه دانه یک اکسیر و معجون شفادهنده جهانی و عمومی است و به همین خاطر به عنوان نوشدارو در درمان تمام بیماری‌ها به جز مرگ مفید است. در کتابی مقدس سیاه دانه به عنوان داروی شفابخش یاد شده و در طب بقراط از آن به عنوان بهبوددهنده یاد شده است.

## ترکیبات سیاه‌دانه
در هر کیلوگرم سیاهدانه، ۲۱۶ گرم پروتئین، ۴۰۶ گرم چربی، ۴۵ گرم خاکستر (ash)، ۸۴ گرم فیبر، ۲۴۹ گرم عصاره بدون نیتروژن ،۳۸ گرم رطوبت، ۱۰۵ میلی‌گرم آهن، ۱۸ میلی‌گرم مس، ۶۰ میلی‌گرم روی ،۵۲۷ میلی‌گرم فسفر، ۱۸۶۰میلی‌گرم کلسیم، ۴/۱۵ میلی‌گرم تیامین ،۵۷ میلی‌گرم نیاسین، ۵ میلی‌گرم پیرودوکسین و ۱۶۰ میکروگرم فولیک اسید وجود دارد. به‌طور کلی ۳۸–۳۶ درصد روغن، پروتئین، آلکالوئید، ساپونین و ۵/۲–۴/۰ درصد اسانس از آن تهیه می‌شود.
سیاه‌دانه سرشار از پلی‌فنل‌ها و توکوفرول‌ها است و روغن آن شامل اسیدهای لینولئیک، اولئیک، پالمیتیک و استئاریک است.
تیموکینون همراه با مشتقات آن مانند تیموهیدروکینون و تیمول مهم‌ترین مواد دارویی سیاه‌دانه است که به‌طور فراوان در سیاه‌دانه یافت می‌شود.
این مواد دارای خواص آنتی‌اکسیدانی هستند. آنتی‌اکسیدان‌ها هم به‌طور کلی بدن را در برابر چندین نوع بیماری مزمن از جمله سرطان، دیابت، بیماری‌های قلبی و چاقی محافظت می‌کنند.
۳۲ تا ۴۰ درصد از وزن سیاه‌دانه از روغن تشکیل شده است. این روغن حاوی اسید لینولئیک مزدوج، اسید اولئیک و پالمیتیک اسید است. از دیگر ترکیبات موجود در سیاه‌دانه می‌توان نیگلیدین، نیگلسین، نیگلیمین، تیموکینون، سیمن، کارواکرول، تیمول، آلفا-پینن، بتا-پینن، و چند نوع پروتئین و آلکالوئید دیگر را نام برد.

## موارد استفاده

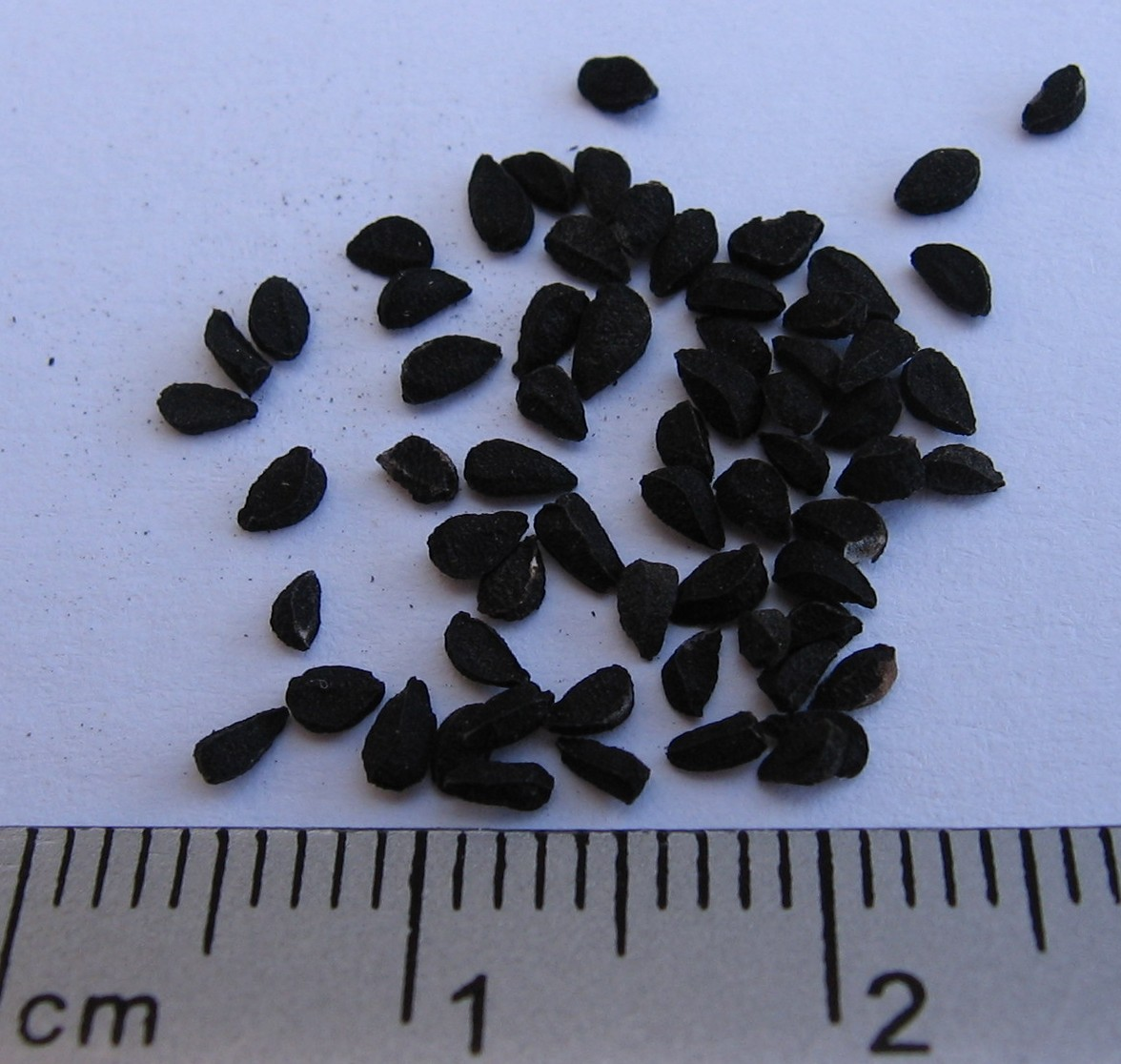
دانه‌های گیاه سیاه‌دانه.

سیاه‌دانه از دیرباز تا امروزه به شکل‌های گوناگون از جمله «عصاره، روغن، دانه و…» به عنوان نوعی داروی گیاهی برای کمک به درمان برخی بیماری‌ها در طب سنتی کاربرد دارد. کارهای فارماکولوژیک اخیر نقش بالقوهٔ آنتی‌اکسیدان‌های سیاه‌دانه را نشان داده‌اند، به خصوص برای بهبود استرس اکسیداتیو از طریق مهار فعالیت رادیکال‌های آزاد و القای آپوپتوز برای درمان انواع سرطان، کاهش قند خون و جلوگیری از عوارض ناشی از دیابت.
اثرات بیولوژیکی مفید گزارش‌شدهٔ سیاه‌دانه نیز شامل ضد سرطان، ضد دیابت، ضد میکروب، ضد التهابی، تقویت دستگاه ایمنی بدن، ضد فشار خون بالا و دارای فعالیت آنتی‌اکسیدانی است. سیاه‌دانه از دیرباز به‌عنوان یک داروی گیاهی برای معالجهٔ انواع بیماری‌ها و شرایط مختلف از دیابت تا آرتریت استفاده شده است. سیاه‌دانه در آشپزی فلسطینی، بنگلادشی و گاهی در تولید نان‌های ایرانی و انواع خاصی از پنیر مورد استفاده است. سیاه‌دانه مزه‌ای تلخ دارد. از سیاه‌دانه در شیرینی جات و شربت‌ها و لیکورها استفاده می‌شود. بر گونه‌ای از نان پاکستانی معروف به نان پیشاوری همیشه سیاه‌دانه می‌پاشند.

## مصرف دارویی
در طب سنتی در آسیا و آفریقا، خواص درمانی زیادی در مورد سیاه‌دانه ذکر می‌شود. طی یک کارآزمایی بالینی در سال ۲۰۱۶ در ایران، شواهد ضعیفی در رابطه با تأثیر سیاه‌دانه بر کاهش فشار خون و کاهش تری‌گلیسرید و کلسترول بد و افزایش کلسترول خوب، در کوتاه‌مدت به‌دست آمد.

### تأثیر بر کاهش وزن
در واقع مکانیسم‌های دقیقی که نشان دهد سیاه‌دانه باعث کاهش وزن می‌شود، مشخص نشده است. گفته شده است که ترکیبات موجود در سیاه‌دانه با اثر بر بیان ژنهای خاص مربوط به کنترل اشتها و کاهش چربی، باعث کاهش وزن می‌شوند. در یک بررسی روی ۱۱ مطالعه و حضور ۷۸۳ شرکت‌کننده، مشخص شد که سیاه‌دانه باعث کاهش به‌طور متوسط ۲٫۱ کیلوگرم وزن و ۳٫۵ سانتی‌متر دور کمر طی ۶ تا ۱۲ هفته، در مقایسه با دارونما می‌شود. یک بررسی دیگر روی ۱۳ مطالعه با ۸۷۵ شرکت‌کننده نشان داد که سیاه‌دانه باعث کاهش وزن ۱٫۸ کیلوگرم طی ۶ تا ۱۳ هفته شد. بنابراین، در حالی که سیاه‌دانه احتمالاً برای کاهش وزن به تنهایی ممکن است بی‌اثر باشد چرا که هنگام ترکیب با رژیم کم‌کالری باعث کاهش وزن می‌شود.
یک مطالعهٔ ۸ هفته‌ای نشان داد که زنانی که در رژیم غذایی نقصان کالری، ۳ گرم سیاه‌دانه در روز مصرف کرده بودند در مقایسه با کسانی که مصرف نکرده بودند، ۲٫۱ کیلوگرم بیشتر وزن از دست دادند و دور کمر ۳٫۱ سانتی‌متر بیشتر کم شده بود. لازم است ذکر شود که سطح فعالیت بدنی در بسیاری از مطالعات، مورد ارزیابی قرار نگرفته است، که به‌طور بالقوه نیز بر نتایج تأثیر می‌گذارد.

### تأثیر بر خطر بیماری قلبی
سیاه‌دانه حاوی ترکیباتی است که ممکن است برای سلامت قلب مفید باشد. یک بررسی روی ۵ مطالعه نشان داد که سیاه‌دانه باعث کاهش CRP که از نشانگرهای التهاب و خطر بیماری‌های قلبی است می‌شود. این گیاه همچنین اثرات مفیدی بر فشار خون و چربی خون دارد و می‌تواند خطر بیماری‌های قلبی را کاهش دهد. بررسی ۱۱ مطالعه نشان داد که سیاه‌دانه باعث کاهش معنی‌دار فشار خون پس از ۸ هفته درمان، در مقایسه با دارونما می‌شود.

### تأثیر بر کاهش قند خون
تصور می‌شود که سیاه‌دانه با افزایش حساسیت به انسولین و تأخیر در جذب قند در بهبود قند خون مفید باشد. بررسی ۱۷ مطالعه در افراد مبتلا به دیابت نوع ۲ نشان داد که سیاه‌دانه میزان قند خون ناشتا و هموگلوبین A1c را کاهش می‌دهد.
سایر بررسی‌ها به‌طور مشابه بهبود قابل توجهی در کنترل قند خون در مبتلایان به دیابت نوع ۲ نشان داده‌اند. با این وجود، بسیاری از مطالعات موجود در این بررسی‌ها نتوانسته‌اند عوامل مرتبط با رژیم و ورزش را کنترل کنند، که ممکن است در نتایج تأثیر داشته باشد.

## اثرات ضد سرطانی

### سایر موارد
تقویت دستگاه ایمنی بدن، برونشیت، پیشگیری از سرطان، سرفه، مشکلات گوارشی از جمله نفخ و اسهال، آنفلوانزا، سردرد، افزایش شیر، اختلالات قاعدگی، علائم یائسگی.

## محصولات موجود در بازار
محصولات متعددی از سیاه دانه در بازارهای جهانی وجود داشته و مصرف می‌شود.

## نام‌های دیگر
سیاه‌دانه، سیاوله، سیاسونیجه(sia sevnija)، سیه‌دانه، سیاه‌تخمه، سونیچ سیاه، سنوخ سیاه، کمون اسود، شهنیز، شنیز، شونوز، شنز، شینیز، سنیز، شویز، کمون هندی، گرنج‏ نان‌خواه، نانخه، نانخاة، نانوخیه، شونیز، کبودان، غرفج، خونجک، تشمیزج، بشمه، بوغنج، بزغنج، سیاه‌بیرغ، شنبیذ، شونانا، کالنجی و قالیز، نام‌های دیگر آن هستند.
در زبان هندی به آن کلونجی می‌گویند و در عربی، حبه البراکه، حبةالمبارکة، حبةالسودا و حبةالخضراء.
ساقهٔ آن را سیسارون نامند (دهخدا)